# Prin urechile acului (piesă de teatru)
Prin urechile acului este o dramă scrisă de Thornton Wilder în 1943, premiată în cadrul unor diferite festivaluri. A primit premiul Pulitzer în 1943.

## Legături externe
- Prin urechile acului (piesă de teatru) la Internet Broadway Database